# Pechero
Pechero en la Corona de Castilla y León del Antiguo Régimen, desde la Baja Edad Media hasta el final de la Edad Moderna, era la condición social que no viene determinada por la riqueza, sino exclusivamente por la obligación de contribuir al pago de un tipo de impuesto personal: el llamado servicio ordinario y extraordinario. Otros impuestos, como las alcabalas, al recaer sobre los productos, eran más universales. Similar era la situación en los demás reinos que compusieron la Monarquía Española.
La definición de pechero implica, por oposición, la de los exentos: fundamentalmente los privilegiados, bien por razón de estamento (nobleza y clero), bien por razón de fuero territorial, o por merced real, acumulándose una gran cantidad de casos particulares. Al estar vinculada la aprobación de los servicios con el voto de las ciudades en las Cortes, los privilegiados dejaron de estar implicados en estas, lo que explica en buena parte la condición de esta institución y sus relaciones con la Monarquía Hispánica, a diferencia, por ejemplo, de otros casos, muy diversos entre sí: el parlamento inglés o los Estados Generales en Francia.
El Ordenamiento de Alcalá de 1348 preveía la inscripción de los pecheros en los padrones de las monedas y medidas, con objeto de evitar las numerosas formas de eludir su obligación de pagar.
Pechar se entiende como pagar impuestos, y existen algunos impuestos con el nombre de pechos o pechas en Navarra y Aragón.
Puede considerársele en su uso extendido como sinónimo de plebeyo, pueblo llano, Tercer Estado o común y más impropiamente, con la condición de contribuyente, que es la propia del Estado contemporáneo.
Pechería es la totalidad de los pechos, así como su repartimiento entre los pecheros.